# ألبيرتون
ألبيرتون، هي منطقة تقع في حي برنت، شمال غرب لندن، إنجلترا، على بعد 7.5 ميل (12 كم) غرب شمال غرب تشارينغ كروس. تتضمن ألبيرتون مجموعة من المباني الشاهقة والعديد من المباني متوسطة الارتفاع وكذلك شوارع منخفضة، والتي تحتوي على حدائق.